# Agostino Marchetto
Agostino Marchetto, né le 28 août 1940 à Vicence, est un prélat catholique italien, qui fut nonce apostolique dans divers pays et secrétaire du Conseil pontifical pour la pastorale des migrants et des personnes en déplacement de 2001 à 2010. Le 9 juillet 2023, le pape François annonce qu'il sera créé cardinal le 30 septembre 2023.

## Biographie
Ordonné prêtre le 28 juin 1964 pour le diocèse de Vicence, il poursuit ses études à l'Académie pontificale ecclésiastique. Il entre au service diplomatique du Saint-Siège en 1968 et occupe diverses fonctions en Zambie, à Cuba (en), en Algérie, au Portugal (en) et au Mozambique (en).
Le 31 août 1985, le pape Jean-Paul II le nomme nonce apostolique à Madagascar (en) et àMaurice (en). Le 7 décembre 1990, il est transféré en Tanzanie (en) puis le 18 mai 1994 en Biélorussie (en). Frappé par une grave maladie en 1996, il quitte ses fonctions diplomatiques.
Le 8 juillet 1999, il est nommé Observateur permanent du Saint-Siège à l'Organisation des Nations unies pour l'alimentation et l'agriculture. Jean-Paul II le choisit en 2001 pour être secrétaire du Conseil pontifical pour la pastorale des migrants et des personnes en déplacement, fonction qu'il occupe jusqu'un 2010. Il se consacre ensuite à l'étude du Concile Vatican II.
Le 9 juillet 2023, le pape François annonce qu'il sera créé cardinal non-électeur lors d'un consistoire le 30 septembre 2023. A cette occasion il reçoit le titre de cardinal-diacre de Santa Maria Goretti.
Ayant déjà dépassé les quatre-vingts ans au moment de l’annonce, il n’aura pas le droit d’entrer en conclave et d’être membre des dicastères de la Curie romaine, conformément à l’art. II § 1-2 du motu proprio Ingravescentem Aetatem, publié par le pape Paul VI le 21 novembre 1970.